# Rosemary Murphy
Rosemary Murphy (Monaco di Baviera, 13 gennaio 1925 – New York, 5 luglio 2014) è stata un'attrice statunitense.

## Biografia
Nata in Germania e cresciuta a Parigi, era figlia di Robert D. Murph e Mildred Taylor. Nel 2001 rimase vedova del marito, l'attore Reginald Marsh, da cui aveva avuto quattro figli: Rebecca, Adam, Alison e Alexander.
È morta nel 2014 a 89 anni, per un cancro all'esofago.

## Filmografia parziale

### Cinema
- Il buio oltre la siepe (To Kill a Mockingbird), regia di Robert Mulligan (1962)
- Tutti i mercoledì (Any Wednesday), regia di Robert Ellis Miller (1966)
- A un passo dalla morte (You'll Like My Mother), regia di  Lamont Johnson (1972)
- Un duro per la legge (Walking Tall), regia di Phil Karlson (1973)
- Giulia (Julia), regia di Fred Zinnemann (1977)
- La mano (The Hand), regia di Oliver Stone (1981)
- Settembre (September), regia di Woody Allen (1987)
- Un pezzo da 20 (Twenty Bucks), regia di Keva Rosenfeld (1993)
- La dea dell'amore (Mighty Aphrodite), regia di Woody Allen (1995)
- Le parole che non ti ho detto (Message in a Bottle), regia di Luis Mandoki (1999)
- Dust, regia di Milčo Mančevski (2001)
- After.Life, regia di Agnieszka Wójtowicz-Vosloo (2009)

### Televisione
- The Nurses – serie TV, episodio 1x08 (1962)
- Il virginiano (The Virginian) – serie TV, episodio 1x06 (1962)
- Ben Casey – serie TV, episodio 2x09 (1962)
- Thriller – serie TV, episodio 2x29 (1962)
- The Wide Country – serie TV, episodio 1x02 (1962)
- I giorni di Bryan (Run for Your Life) – serie TV, episodio 2x09 (1966)
- Le strade di San Francisco (The Streets of San Francisco) – serie TV, episodio 2x23 (1974)
- Colombo (Columbo) – serie TV, episodio 3x08 (1974)
- La signora in giallo (Murder, She Wrote) – serie TV, episodio 4x06 (1987)
- Law & Order - I due volti della giustizia (Law & Order) – serie TV, episodio 2x07 (1991)

## Doppiatrici italiane
- Gabriella Genta in Tutti i mercoledì, Dust
- Franca Dominici in Il buio oltre la siepe
- Adriana Facchetti in Un duro per la legge
- Benita Martini in La signora a 40 carati
- Solvejg D'Assunta in Giulia
- Elsa Camarda in La signora in giallo